# Nadine Capellmann
Nadine Capellmann (Würselen, 9 juli 1965) is een Duitse amazone, die gespecialiseerd is in dressuur. Capellmann nam deel aan de Olympische Zomerspelen 2000 in Sydney en de Olympische Zomerspelen 2008 gehouden in Hongkong. Tijdens beiden Olympische spelen won ze met het Duitse team de gouden medaille bij de landenwedstrijd. Haar beste prestatie individueel is de vierde plaats tijdens de Olympische Zomerspelen 2000. Het grootste succes van Capellmann was het de wereldtitel individueel behaald tijdens de Wereldruiterspelen 2002 in Jerez de la Frontera. Daarnaast werd Capellmann driemaal wereldkampioen met het Duitse team bij de landenwedstrijd dressuur.

## Resultaten
- Wereldruiterspelen 1998 in Rome  landenwedstrijd dressuur met Gracioso
- Olympische Zomerspelen 2000 in Sydney: 4e dressuur met Farbenfroh
- Olympische Zomerspelen 2000 in Sydney  landenwedstrijd dressuur met Farbenfroh
- Wereldruiterspelen 2002 in Jerez de la Frontera  dressuur met Farbenfroh
- Wereldruiterspelen 2002 in Jerez de la Frontera  landenwedstrijd dressuur met Farbenfroh
- Wereldruiterspelen 2006 in Aken  landenwedstrijd dressuur met Elvis Va
- Olympische Zomerspelen 2008 in Hongkong: 16e dressuur met Elvis Va
- Olympische Zomerspelen 2008 in Hongkong  landenwedstrijd dressuur met Elvis Va

1928: von Langen, Linkenbach, Lotzbeck ·
1932: Lesage, Marion, Jousseaume ·
1936: Pollay, Gerhard, Oppeln-Bronikowski ·
1948: Jousseaume, Saint-Fort Paillard, Buret ·
1952: Saint Cyr, Boltenstern, Persson ·
1956: Saint Cyr, Boltenstern, Persson ·
1964: Boldt, Klimke, Neckermann ·
1968: Neckermann, Klimke, Linsenhoff ·
1972: Petoesjkova, Kizimov, Kalita ·
1976: Boldt, Klimke, Grillo ·
1980: Kovsjov, Oegrjoemov, Misevitsj ·
1984: Klimke, Sauer, Krug ·
1988: Klimke, Linsenhoff, Theodorescu, Uphoff ·
1992: Balkenhol, Uphoff, Theodorescu, Werth ·
1996: Balkenhol, Schaudt, Theodorescu, Werth ·
2000: Werth, Capellmann, Salzgeber, Simons-de Ridder ·
2004: Kemmer, Schmidt, Schaudt, Salzgeber ·
2008: Kemmer, Capellmann, Werth ·
2012: Hester, Bechtolsheimer, Dujardin ·
2016: Rothenberger, Schneider, Bröring-Sprehe, Werth ·
2020: von Bredow-Werndl, Schneider, Werth ·
2024: Wandres, von Bredow-Werndl, Werth
- Gemeinsame Normdatei: 189544511
- International Standard Name Identifier: 0000 0003 6094 572X
- Virtual International Authority File: 221220987